# Кротоп
Крото́п (дав.-гр. Κρότωπος; також Кротопій) — персонаж давньогрецької міфології, цар Аргоса, син Агенора, батько Сфенеласа та Псамати.
Псамата народила від Аполлона немовля Ліна і, боячись батьківського гніву, віднесла його на гору. Ліна знайшли і виховали пастухи, але потім він був розірваний собаками Кротопа. Оскільки Псамата не змогла приховати свого смутку і жалю, то Кротоп здогадався, що вона була матір'ю Ліна, і засудив її на смерть. За це подвійний злочин розгніваний Аполлон покарав Аргос, наславши туди демона помсти Пойну, яка пожирала в Аргосі дітей, поки її не вбив Кореб. Тоді в місто прийшла моровиця, яка припинилася лише після того, як Кротоп покинув Аргос і заснував поселення Тріподіскій («Малі триніжки»), що стало згодом Мегарами — одним з найбільших міст-держав Давньої Греції. За іншою версією, Кротоп залишився в Аргосі, а Тріподіскій заснував Кореб. Аполлон скинув Кротопа в Тартар; за іншою версією, він пробачив Кротопа за те, що той очистив його від скверни вбивства Піфона.
Кротопу був зведений пам'ятник в Аргосі.